# Passiflora tesserula
Passiflora tesserula är en passionsblomsväxtart som beskrevs av Skrabal och Weigend. Passiflora tesserula ingår i släktet passionsblommor, och familjen passionsblomsväxter. Inga underarter finns listade i Catalogue of Life.